# Voyo
Voyo byla česká placená VOD služba poskytující filmy, seriály a pořady online. Projekt byl spuštěn v roce 2011 jako bezplatný archiv pořadů z produkce TV Nova a platforma pro živé vysílání původní tvorby a sportovních přenosů. Postupně se však přetvořila na placenou službu po vzoru amerického Netflixu. Nabídka dostupných pořadů je pravidelně obměňována. Podle samotného provozovatele se jednalo o více než 2 000 filmů a seriálů. Drtivá většina uvedených titulů byla česká nebo plně či částečně lokalizovaná. Služba dále poskytovala živé vysílání sportovních kanálů Nova Sport 1 a Nova Sport 2. Na portálu bylo možné sledovat filmy, seriály a pořady o týden dříve než v TV.
Dne 25. února 2025 bylo oznámeno sloučení platforem O2 TV a VOYO pod novou značkou Oneplay.

## Historie
Voyo původně sloužilo jako archiv původních pořadů TV Nova. V roce 2011 byl na tento portál přenesen veškerý obsah předchůdce Voya Nova.cz. Doplňkem archivu bylo živé vysílání vybraných sportovních přenosů a předpremiéry původních seriálů monetizované formou pay-per-view. V roce 2013 služba přešla na model měsíčního předplatného ve výši 189 korun za měsíc. Tato cena se v průběhu let měnila. Videotéka byla postupně doplňována o zahraniční filmy a seriály. Během roku 2015 byly zařazeny i pořady z produkce slovenské televize TV Markíza. V roce 2021 byl na Voyo plně přesunut jeden z nejdéle běžících českých seriálů Ordinace v růžové zahradě 2. Účelem tohoto kroku bylo posílit a zatraktivnit nabídku videoportálu. Zároveň zde byly uvedeny exkluzivní předpremiéry epizod vybraných pořadů TV Nova jako je Ulice nebo Love Island Česko & Slovensko. V roce 2022 plánovalo Voyo uvést až 12 původních pořadů exkluzivních pro tuto platformu. To mělo zajistit ještě větší diváckou atraktivitu a podle vedení Novy postupně přilákat až jeden milion předplatitelů, což je podle názoru Juraje Koiše z webu TVKOMPAS.cz poměrně předimenzovaný cíl. Konkrétní počet současných předplatitelů není veřejně znám. V červenci 2021, pár dní po premiéře na RTL now, byla na Voyo premiéra 26. řady německého seriálu Kobra 11.

## Předplatné
Aby bylo možné pořady sledovat, je třeba se na portálu registrovat. Zákazníkům je dostupná týdenní zkušební verze. Po uplynutí týdne je cena jednotná. Předplatné lze získat na stránkách portálu Voyo nebo pomocí registračních kódů a kupónů dostupných na více než 1500 prodejních místech. Odůvodněním tohoto kroku bylo zpřístupnit nabídku co nejvyššímu okruhu diváků. Kupony lze totiž pořídit i pomocí platebních nástrojů, které Voyo samotné nenabízí (platba v hotovosti, převodem z bankovního účtu či mobilní platba). Voyo oproti tomu nabízí platbu prostřednictvím platební karty.

## Původní tvorba
Od roku 2021 vycházejí na Voyo originální seriály, pořady a celovečerní filmy, které jsou dostupné exkluzivně pouze na této platformě, a to pod značkami Voyo Originál a Voyo Speciál.

### 2021
| Název                                  | Režie                                             | První díl          | Poslední díl      | Počet dílů |
| -------------------------------------- | ------------------------------------------------- | ------------------ | ----------------- | ---------- |
| Ordinace v růžové zahradě 2 (17. řada) | Kryštof Hanzlík, Jaroslav Fuit, Branislav Holiček | 2. září 2021       | 27. ledna 2022    | 20         |
| Případ Roubal                          | Tereza Kopáčová                                   | 26. listopadu 2021 | 10. prosince 2021 | 3          |

### 2022
| Název                                       | Režie                                             | První díl        | Poslední díl       | Počet dílů |
| ------------------------------------------- | ------------------------------------------------- | ---------------- | ------------------ | ---------- |
| Guru                                        | Biser A. Arichtev                                 | 14. ledna 2022   | 28. ledna 2022     | 3          |
| Ordinace v růžové zahradě 2 (18. řada)      | Branislav Holiček, Jaroslav Fuit, Kryštof Hanzlík | 3. února 2022    | 28. července 2022  | 26         |
| Národní házená                              | Vladimír Skórka a Michal Suchánek                 | 25. března 2022  | 15. dubna 2022     | 8          |
| Iveta (1. řada)                             | Michal Samir                                      | 6. května 2022   | 20. května 2022    | 3          |
| Jitřní záře                                 | Dan Wlodarczyk                                    | 10. června 2022  | 15. července 2022  | 6          |
| Ordinace v růžové zahradě 2 (19. řada)      | Kryštof Hanzlík, Jiří Andrle, Jaroslav Fuit       | 4. srpna 2022    | 17. listopadu 2022 | 16         |
| Gumy                                        | Karin Krajčo Babinská                             | 28. října 2022   | 25. listopadu 2022 | 10         |
| Král Šumavy: Fantom temného kraje (1. řada) | David Ondříček                                    | 9. prosince 2022 | 23. prosince 2022  | 3          |

### 2023
| Název                                  | Režie                                                                       | První díl         | Poslední díl      | Počet dílů |
| -------------------------------------- | --------------------------------------------------------------------------- | ----------------- | ----------------- | ---------- |
| Ordinace v růžové zahradě 2 (20. řada) | Branislav Holiček, Jaroslav Fuit, Kryštof Hanzlík, Jiří Andrle, Jan Haluza, | 19. ledna 2023    | 15. června 2023   | 22         |
| Sex O'Clock (1. řada)                  | Karolina Zalabáková, Jan Bártek                                             | 10. března 2023   | 12. května 2023   | 10         |
| Iveta (2. řada)                        | Michal Samir                                                                | 5. května 2023    | 19. května 2023   | 3          |
| Vědma                                  | Jakub Kroner                                                                | 16. června 2023   | 14. července 2023 | 5          |
| Ordinace v růžové zahradě 2 (21. řada) | Jaroslav Fuit, Jan Haluza                                                   | 26. června 2023   | 4. prosince 2023  | 24         |
| Ondřej Sokol: Celebrity                | Michael Čech                                                                | 22. července 2023 | 22. července 2023 | 1          |
| Matematika zločinu                     | Peter Bebjak                                                                | 28. července 2023 | 11. srpna 2023    | 3          |
| Extraktoři                             | Roman Kašparovský                                                           | 27. října 2023    | 1. prosince 2023  | 6          |

### 2024
| Název                                  | Režie                                                     | První díl         | Poslední díl     | Počet dílů |
| -------------------------------------- | --------------------------------------------------------- | ----------------- | ---------------- | ---------- |
| Ordinace v růžové zahradě 2 (22. řada) | Jiří Andrle, Jan Haluza, Jaroslav Fuit, Branislav Holiček | 15. ledna 2024    | 10. června 2024  | 22         |
| Metoda Markovič: Hojer                 | Pavel Soukup                                              | 26. ledna 2024    | 1. března 2024   | 6          |
| Případ Stodolovi                       | Mirek Vaňura                                              | 15. března 2024   | 15. března 2024  | 5          |
| Iveta (3. řada)                        | Michal Samir                                              | 10. května 2024   | 24. května 2024  | 3          |
| Ordinace v růžové zahradě 2 (23. řada) | Jiří Andrle, Jan Haluza, Jaroslav Fuit, Branislav Holiček | 24. června 2024   | 2. prosince 2024 | 24         |
| Kauza Kramný                           | Petr Hátle                                                | 19. července 2024 | 16. srpna 2024   | 5          |
| Sex O'Clock (2. řada)                  | Karolina Zalabáková, Jan Bártek                           | 1. listopadu 2024 | 3. ledna 2025    | 10         |

### 2025
| Název                                  | Režie                                                     | První díl      | Poslední díl   | Počet dílů |
| -------------------------------------- | --------------------------------------------------------- | -------------- | -------------- | ---------- |
| Ordinace v růžové zahradě 2 (24. řada) | Jiří Andrle, Jan Haluza, Jaroslav Fuit, Branislav Holiček | 6. ledna 2025  | 2. června 2025 | 22         |
| Studna                                 | Tereza Kopáčová                                           | 10. ledna 2025 | 14. února 2025 | 6          |

Od března roku 2025 vychází původní tvorba pod značkou Oneplay.

### Ocenění
Jitřní záře
- Festival Ostrov - Cena za nejlepší seriálovou tvorbu 2022

Král Šumavy: Fantom temného kraje
- Finále Plzeň - Cena za nejlepší televizní film nebo minisérii 2023

Sex O´Clock
- Festival Ostrov - Cena za nejlepší seriálovou tvorbu 2023

Matematika zločinu
- Český Lev - Nejlepší televizní film nebo minisérie 2023
- IGRIC - Režie televizní minisérie 2024
- Slnko v sieti - Nejlepší televizní film nebo minisérie 2023

Extraktoři
- NEM Awards - Nejlepší dramatický seriál střední a východní Evropy 2024

Metoda Markovič: Hojer
- Serial Killer - Nejlepší seriál střední a východní Evropy 2023
- Ceny české filmové kritiky - Cena Mimo kino 2024
- Trilobit - Cena Trilobit 2025